# Lindsay Dracass
Lindsay Dracass (Sheffield, South Yorkshire, Inglaterra, Reino Unido, 1984) é uma cantora pop britânica.

## Início de Carreira
Dracass foi descoberto aos 13 anos por Alan Wood, que foi convidado pelo grande amigo Dave Kilner para conhecê-la. Ele então mandou Lindsay ao estúdio de um amigo (Alan Kirk). As demonstrações foram, tocadas para Peter Van Hooke que assinou com Lindsay à sua empresa de produção que, em seguida, por sua vez, assinou-a Universal Records.
Lindsay atualmente está em tournê fornecendo backing vocal na banda de Paul Carrack.

## Festival Eurovisão da Canção
Como 16 anos de idade, Lindsay foi selecionado através de um programa da BBC como a participante do Reino Unido para o Festival Eurovisão da Canção 2001, que naquele ano foi realizado no Estádio Parken, em Copenhaga, Dinamarca. Com uma canção intitulada No Dream Impossible", Lindsey foi o a 16.ª a cantar na noite do festival, terminando em 15.ºlugar, tendo recebido 28 pontos (a maior pontuação foi fornecida pela Irlanda: 4 pontos). Mais recentemente, Dracass excursionou pela Europa com Paul Carrack e sua banda.

## Discografia
| Ano  | Canção                | UK Singles Chart |
| ---- | --------------------- | ---------------- |
| 2001 | "No Dream Impossible" | #32              |